# Youssef Sofiane
Youssef Sofiane (Arabisch: يوسف سُفيان) (Villefranche-sur-Mer, 7 augustus 1984) is een Algerijns-Frans voormalig voetballer die als aanvaller voor onder andere West Ham United FC, Lille OSC en Roda JC speelde.

## Carrière
Youssef Sofiane speelde in de jeugd van US Jassans, FC Villefranche-Beaujolais en AJ Auxerre. Met AJ Auxerre speelde hij tot 2002 in het reserveteam, waarna hij naar West Ham United FC vertrok. Hier debuteerde hij op 9 augustus 2003, in de met 1-2 gewonnen uitwedstrijd tegen Preston North End. West Ham verhuurde Sofiane achtereenvolgens aan Lille OSC, Notts County FC en Roda JC. Bij Roda had hij drie invalbeurten, waarna hij vanwege heimwee weer terugkeerde naar West Ham. Hier kwam hij niet meer in actie, waarna hij naar Coventry City FC vertrok. Omdat hij ook hier maar één wedstrijd speelde, ging hij een half jaar later naar het Belgische RAA Louviéroise. Via de amateurclubs Sportfreunde Siegen en US Lesquin kwam hij in 2008 bij het reserveteam van Lille OSC terecht. In deze periode speelde hij ook nog één wedstrijd in het eerste elftal van Lille. Hierna speelde hij nog voor RFC Tournai, MC Alger en ES Sétif.

### Statistieken
| Seizoen                        | Club                | Land           | Competitie       | Competitie | Competitie | Beker | Beker | Overig | Overig | Totaal | Totaal |
| Seizoen                        | Club                | Land           | Competitie       | Wed.       | Dlp.       | Wed.  | Dlp.  | Wed.   | Dlp.   | Wed.   | Dlp.   |
| ------------------------------ | ------------------- | -------------- | ---------------- | ---------- | ---------- | ----- | ----- | ------ | ------ | ------ | ------ |
| 2002/03                        | West Ham United FC  | Engeland       | Premier League   | 0          | 0          | 0     | 0     | 0      | 0      | 0      | 0      |
| 2003/04                        | West Ham United FC  | Engeland       | Championship     | 1          | 0          | 0     | 0     | 1      | 0      | 2      | 0      |
| 2003/04                        | → Lille OSC         | Frankrijk      | Ligue 1          | 3          | 0          | 0     | 0     | 0      | 0      | 3      | 0      |
| 2003/04                        | → Lille OSC B       | Frankrijk      | Champ. Amateur   | 4          | 0          | 0     | 0     | 0      | 0      | 4      | 0      |
| 2004/05                        | West Ham United FC  | Engeland       | Championship     | 0          | 0          | 0     | 0     | 0      | 0      | 0      | 0      |
| 2004/05                        | → Notts County FC   | Engeland       | League Two       | 4          | 0          | 0     | 0     | 0      | 0      | 4      | 0      |
| 2004/05                        | → Roda JC           | Nederland      | Eredivisie       | 3          | 0          | 0     | 0     | 0      | 0      | 3      | 0      |
| 2005/06                        | West Ham United FC  | Engeland       | Premier League   | 0          | 0          | 0     | 0     | 0      | 0      | 0      | 0      |
| 2005/06                        | Coventry City FC    | Engeland       | Championship     | 1          | 0          | 0     | 0     | 0      | 0      | 1      | 0      |
| 2005/06                        | RAA Louviéroise     | België         | Eerste klasse    | 8          | 0          | 0     | 0     | 0      | 0      | 8      | 0      |
| 2006/07                        | Sportfreunde Siegen | Duitsland      | Regionalliga Süd | 6          | 0          | 0     | 0     | 0      | 0      | 6      | 0      |
| 2007/08                        | US Lesquin          | Frankrijk      | Champ. Amateur   | 6          | 0          | 0     | 0     | 0      | 0      | 6      | 0      |
| 2008/09                        | Lille OSC B         | Frankrijk      | Champ. Amateur   | 20         | 7          | 0     | 0     | 0      | 0      | 20     | 7      |
| 2008/09                        | Lille OSC           | Frankrijk      | Ligue 1          | 1          | 0          | 0     | 0     | 0      | 0      | 1      | 0      |
| 2009/10                        | RFC Tournai         | België         | Tweede klasse    | 20         | 1          | 0     | 0     | 0      | 0      | 20     | 1      |
| 2010/11                        | MC Alger            | Algerije       | Ligue Pro. 1     | 14         | 2          | 3     | 1     | 6      | 1      | 23     | 4      |
| 2011/12                        | MC Alger            | Algerije       | Ligue Pro. 1     | 0          | 0          | 0     | 0     | 0      | 0      | 0      | 0      |
| 2011/12                        | ES Sétif            | Algerije       | Ligue Pro. 1     | 4          | 0          | 1     | 0     | 2      | 0      | 7      | 0      |
| Carrièretotaal                 | Carrièretotaal      | Carrièretotaal | Carrièretotaal   | 95         | 10         | 4     | 1     | 9      | 1      | 108    | 12     |
| Bijgewerkt op 10 augustus 2018 |                     |                |                  |            |            |       |       |        |        |        |        |